# 孔奇
孔奇（？—？），字子异，扶风茂陵人，孔子十六代孙，孔霸曾孙，孔捷之孙，孔奋之弟。
孔奇出身于世代传习经学的鲁国孔氏，定居于扶风茂陵，未曾到远方去拜师求学。王莽之乱的时候，孔奇与孔奋以及老母在河西躲避兵祸，依附在窦融家中，此时孔奇二十一岁。孔奇每每与孔奋议论学问，孔奋都要感激和服从弟弟的意见。
东汉建立后，孔奋出任武都太守，孔奇却极其喜好儒学，淡薄荣禄，不愿意从政，游学于洛阳。孔奋对弟弟十分厚爱，把自己的俸禄分给孔奇供给他吃喝，四季都送去衣物和照明用的油脂，一旦有了味道鲜美的食物，必定分送给孔奇。孔奇博通经典，他剔除并集合《左传》中意义艰难的部分，集成为《春秋左氏删》，阐述并揭示其中隐含的深意，帮助彰显孔子的思想，以驱逐后世的谬说。在著作完成之前，孔奇去世。他的族人孔子通对孔奇的心愿没有达成而感到痛心，叹惜圣哲的教导无法施行于世间，便为孔奇校订篇目，各篇都如同原本的顺序，并为之作序，回答问题，编辑为三十一卷。《春秋左氏删》已失传。